# Episodi di Castle (terza stagione)
La terza stagione della serie televisiva Castle, composta inizialmente da 22 episodi, poi portati a 24, è stata trasmessa in prima visione negli Stati Uniti d'America da ABC dal 20 settembre 2010 al 16 maggio 2011.
In Italia la stagione è stata trasmessa in prima visione satellitare da Fox Life dal 1º marzo al 2 agosto 2011, mentre in chiaro è stata trasmessa da Rai 2 dal 10 settembre 2011 all'11 febbraio 2012.
| nº | Titolo originale                       | Titolo italiano                      | Prima TV USA      | Prima TV Italia |
| -- | -------------------------------------- | ------------------------------------ | ----------------- | --------------- |
| 1  | A Deadly Affair                        | La posta in palio                    | 20 settembre 2010 | 1º marzo 2011   |
| 2  | He's Dead, She's Dead                  | Premonizioni o coincidenze?          | 27 settembre 2010 | 8 marzo 2011    |
| 3  | Under the Gun                          | Sotto la pistola                     | 4 ottobre 2010    | 15 marzo 2011   |
| 4  | Punked                                 | Viaggio nel tempo                    | 11 ottobre 2010   | 22 marzo 2011   |
| 5  | Anatomy of a Murder                    | Anatomia di un omicidio              | 18 ottobre 2010   | 29 marzo 2011   |
| 6  | 3XK                                    | L'apparenza inganna                  | 25 ottobre 2010   | 5 aprile 2011   |
| 7  | Almost Famous                          | Il mestiere dell'attore              | 1º novembre 2010  | 12 aprile 2011  |
| 8  | Murder Most Fowl                       | Un delitto illuminante               | 8 novembre 2010   | 19 aprile 2011  |
| 9  | Close Encounters of the Murderous Kind | Incontri ravvicinati di tipo omicida | 15 novembre 2010  | 26 aprile 2011  |
| 10 | Last Call                              | Omicidio d'annata                    | 6 dicembre 2010   | 3 maggio 2011   |
| 11 | Nikki Heat                             | Nikki Heat                           | 3 gennaio 2011    | 10 maggio 2011  |
| 12 | Poof! You're Dead                      | Abracadabra                          | 10 gennaio 2011   | 17 maggio 2011  |
| 13 | Knockdown                              | Passato e presente                   | 24 gennaio 2011   | 24 maggio 2011  |
| 14 | Lucky Stiff                            | Un colpo di... fortuna               | 7 febbraio 2011   | 31 maggio 2011  |
| 15 | The Final Nail                         | Chiodo scaccia chiodo                | 14 febbraio 2011  | 7 giugno 2011   |
| 16 | Setup (1)                              | Messa in scena (1)                   | 21 febbraio 2011  | 14 giugno 2011  |
| 17 | Countdown (2)                          | Conto alla rovescia (2)              | 28 febbraio 2011  | 21 giugno 2011  |
| 18 | One Life to Lose                       | Ciak, si muore                       | 21 marzo 2011     | 28 giugno 2011  |
| 19 | Law & Murder                           | Il giurato numero sette              | 28 marzo 2011     | 5 luglio 2011   |
| 20 | Slice of Death                         | La guerra dei Nick                   | 4 aprile 2011     | 12 luglio 2011  |
| 21 | The Dead Pool                          | Morte in piscina                     | 11 aprile 2011    | 19 luglio 2011  |
| 22 | To Love and Die in LA                  | Amare e morire a Los Angeles         | 2 maggio 2011     | 26 luglio 2011  |
| 23 | Pretty Dead                            | Bella da morire                      | 9 maggio 2011     | 2 agosto 2011   |
| 24 | Knockout                               | Fuori combattimento                  | 16 maggio 2011    | 2 agosto 2011   |

## La posta in palio
- Titolo originale: A deadly affair
- Diretto da: Rob Bowman
- Scritto da: Andrea W. Marlowe

### Trama
È autunno a New York e Castle non si è fatto sentire dall'inizio dell'estate quando è partito con la ex moglie Gina per terminare il suo libro. Beckett, Ryan ed Esposito stanno indagando sull'omicidio di una donna. L'indagine si complica quando, entrando in un appartamento, i tre trovano una donna morta sul suo letto e Castle con in mano l'arma del delitto. Beckett è quindi costretta ad arrestare lo scrittore con l'accusa di omicidio. Durante l'interrogatorio, Castle rivela alla detective di aver ricevuto una richiesta d'aiuto dalla vittima, così Beckett gli racconta del primo omicidio e gli chiede se conosce una possibile correlazione tra le due donne, ma Castle non riesce a darle alcuna risposta. Dopo esser stato scagionato dalle accuse, lo scrittore torna a casa dove ha una conversazione con sua figlia che gli fa comprendere il perché del malumore di Beckett; dopodiché lo scrittore si reca sulla scena del delitto dell'ultima vittima. Intanto Beckett scopre che una delle vittime aveva il numero 227 scritto sulla mano, mentre Ryan ed Esposito scoprono che entrambe le vittime hanno ricevuto una chiamata prima di morire dalla stessa persona che, in seguito, si scoprirà essere stata uccisa con la stessa arma delle prime due nel suo appartamento. Sulla scena del crimine con la nuova vittima, i detective trovano ancora una volta Castle. Da questo momento Castle ricomincerà a fare indagini con Beckett e seguiranno una serie di indagini sulle persone vicine alle vittime fin quando non troveranno il movente e i colpevoli.

## Premonizioni o coincidenze?
- Titolo originale: He's Dead, She's Dead
- Diretto da: John Terlesky
- Scritto da: Moira Kirland

### Trama
Una famosa medium viene rinvenuta uccisa dentro al suo divano-letto e i primi sospetti ricadono su clienti che potrebbero dirsi insoddisfatti, fra cui uno scagnozzo della mafia, ma che ha un alibi. Le indagini si spostano quindi verso i criminali che la medium ha fatto arrestare tramite le sue "visioni", ma nessuno di essi sembra poter essere l'assassino. Castle crede che la medium avesse realmente dei poteri, mentre Beckett, più realista, dice di no. Intanto Martha sta pensando di lasciare Chat, nonostante la sua proposta di matrimonio; quando però cerca di mettere in pratica la sua intenzione, i figli dell'uomo le danno una brutta notizia: Chat è morto.

## Sotto la pistola
- Titolo originale: Under the gun
- Diretto da: Bryan Spicer
- Scritto da: Alexi Hawley
- Guest star: Gene Simmons, Brian Krause

### Trama
La squadra omicidi deve risolvere il caso dell'omicidio di un garante per le cauzioni. Beckett pensa inizialmente che il responsabile sia uno dei criminali con cui la vittima aveva contatti per lavoro, ma successivamente scopre che la vittima aveva nascosto nel calzino un foglio con uno strano disegno. Castle capisce che il disegno è la mappa di un tesoro. Entrano in gioco vari personaggi, tutti alla ricerca del tesoro, che consiste in una grande somma di pietre preziose rubata anni prima dal compagno di cella di uno dei clienti della vittima e mai ritrovata. La moglie della vittima, un prete, un anziano ex-carcerato e l'ex-poliziotto Mike Royce, mentore e vecchia fiamma di Beckett, sono tutti a conoscenza della mappa, ma nessuno è stato finora in grado di decifrarla. Alla fine capiscono che la mappa contiene la scritta in codice "Sotto la pistola", e tutti si trovano al cimitero dove il tesoro è nascosto. Si scoprirà l'assassino, ma Beckett è comunque costretta ad arrestare Royce, che ha profondamente deluso la sua fiducia arrivando a rapire un uomo per decifrare la mappa.

## Viaggio nel tempo
- Titolo originale: Punked
- Diretto da: Rob Bowman
- Scritto da: David Grae

### Trama
Un uomo viene trovato morto, vestito con i soli boxer, dentro Central Park: la causa della morte è un colpo di pistola che, in seguito all'autopsia, si scoprirà essere stato sparato da una pistola a pietra focaia. Castle si sbizzarrisce in ipotesi su viaggiatori del tempo ma, quando Esposito e Ryan scoprono dove sono finiti i vestiti della vittima, cioè addosso ad un barbone, le indagini portano ad un club che la vittima frequentava:  un ritrovo per steampunk.

## Anatomia di un omicidio
- Titolo originale: Anatomy of a Murder
- Diretto da: John Terlesky
- Scritto da: Terence Paul Winter

### Trama
Il corpo di una giovane donna viene rinvenuto all'interno di una bara durante un funerale ebreo. Il corpo viene identificato con quella di una dottoressa, Valery Monroe, in servizio presso un ospedale di New York. Un controllo sulle ultime ricerche fatte dal cellulare della vittima portano a scoprire che voleva prenotare un albergo presso Katonah. Nel frattempo Ryan ed Esposito scoprono che la dottoressa prendeva tutte le mattine un caffè in un bar a 20 isolati di distanza dalla sua abitazione e nella direzione opposta rispetto all'ospedale dove lavorava. Lanie intanto scopre la causa della morte, un'embolia provocata da una iniezione di aria nella giugulare, quindi i sospetti ricadono nell'ambito lavorativo e il primo della lista è un infermiere: Greg McClintock che però ha un alibi per l'ora della morte ed inoltre riferisce di aver visto la dottoressa andare via con un uomo quando ha finito il turno. Esposito scopre perché si recasse sempre in quel bar: si trova vicino ad un hotel che ospita un ex, ma ancora molto potente e ricco, guerrigliero e trafficante di droga, Cesar Calderon detto il diavolo. Le indagini portano a pensare che sia lui l'omicida ma anche l'infermiere torna in auge quando si scopre che ha un'intera galassia di donne, tutte dei medici, che gli gravitano attorno e che, in maniera del tutto inconsapevole, gli stanno dando una mano per far evadere il suo vero amore Amy Porter.

## L'apparenza inganna
- Titolo originale: 3XK
- Diretto da: Bill Roe
- Scritto da: David Amann

### Trama
Un serial killer che sembrava essersi eclissato tempo prima fa una nuova vittima. Il primo sospettato è un tecnico orticolo, ma ha un alibi e riferisce di essere stato minacciato da una guardia del condominio. La squadra deve fare in fretta per fermare il triplice omicida anche affidandosi ad un galeotto. Accettano la richiesta di quest'ultimo: libertà in cambio dell'omicida, ma purtroppo il killer è proprio lui, che prende Castle in ostaggio e minaccia di ucciderlo. Ma poi lo lascia in vita e scappa.

## Il mestiere dell'attore
- Titolo originale: Almost Famous
- Diretto da: Félix Alcalá
- Scritto da: Elizabeth Davis

### Trama
Uno spogliarellista viene ucciso con un colpo di pistola alla testa dopo un addio al nubilato. La prima sospettata è la sua ex fidanzata che, oltre ad essere invitata alla festa, ha subito un'ordinanza restrittiva. La mancanza di un alibi sembra far pensare che sia lei la colpevole. Durante la visione dei lavori che ha fatto in precedenza, la vittima era un aspirante attore, aveva interpretato il capo di una banda di motociclisti che potrebbe essersi risentito della sua "interpretazione". Oltre a lui salta fuori un altro sospetto, uno spogliarellista di un locale in cui la vittima lavorava saltuariamente, Hans ma anche lui ha un alibi. Il ragazzo riferisce di una fidanzata di mezza età, una donna molto ricca che ha lasciato la vittima perché gli aveva chiesto un prestito. Le cose però sono più complicate del previsto.

## Un delitto illuminante
- Titolo originale: Murder Most Fowl
- Diretto da: Bryan Spycer
- Scritto da: Matt Pyken

### Trama
In un parco di New York viene trovato il corpo di un operaio della metropolitana. L'uomo è morto a causa di tre colpi di pistola. Dopo la perquisizione alla casa della vittima la squadra pensa che stesse cercando qualcuno, ma l'interrogatorio del superiore e di un collega portano ad una nuova ma inconsistente pista, quella del lavoro. Le indagini prendono la giusta piega quando Castle e Beckett interrogano un assicuratore amico del morto scoprendo che i due facevano parte di una associazione di ornitologi. L'operaio stava controllando la scoperta dell'amico quando è stato ucciso ma, oltre a confermare la scoperta dell'amico, ha anche visto il rapimento di un bambino.

## Incontri ravvicinati di tipo omicida
- Titolo originale: Close Encounters of the Murderous Kind
- Diretto da: Bethany Rooney
- Scritto da: Sahalisha Francis

### Trama
Quando il corpo di una donna uccisa in una maniera orribile, come se fosse stata esposta al vuoto dello spazio, porta Castle a ipotizzare che sia stata rapita dagli alieni, Beckett cerca delle spiegazioni più "terrestri".  Quando appariranno degli gli Uomini in Nero sembra che abbia ragione lo scrittore, ma le cose sono più terrestri di quanto Castle possa fantasticare.

## Omicidio d'annata
- Titolo originale: Last Call
- Diretto da: Bryan Spycer
- Scritto da: Scott Williams

### Trama
Un pescatore fa affiorare dall'East River il corpo di un ex scommettitore compulsivo. All'inizio i sospetti ricadono su una persona che ha acquistato la tessera sindacale della vittima, ma l'alibi la scagiona. Questa scoperta fa pensare al team che la vittima sia ricaduta nel vizio, sospetto rafforzato dal fatto che il conto in banca del morto è stato prosciugato da un ex allibratore. Ma il denaro non serviva per appianare un debito di gioco, bensì per comprare un vecchio bar che Castle conosce bene visto che ha scritto lì il suo primo libro, la Vecchia Tana. Beckett e Castle quindi si recano al bar per interrogare l'attuale barista che aveva cercato, in concorrenza alla vittima e a un'impresa di Franchising, di comprare il locale. Durante l'interrogatorio il barista svela l'esistenza di un locale sotterraneo che la vittima utilizzava come ufficio, dove Beckett trova dei proiettili conficcati nel muro, la scoperta porta ad un nuovo sospettato, ma anche lui ha un alibi. Quando entra in gioco anche una casa d'aste le indagini prendono una piega totalmente inaspettata.

## Nikki Heat
- Titolo originale: Nikki Heat
- Diretto da: Jeff Bleckner
- Scritto da: David Grae

### Trama
Il corpo della proprietaria di un'agenzia per cuori solitari milionari viene ritrovata in un vicolo, trafitta dalle sbarre di un'inferriata. Proprio quando il team sta esaminando il luogo del delitto, l'attrice che interpreterà la detective Beckett sul grande schermo appare sul posto: seguirà la detective per un periodo. Alla vittima mancano le chiavi dell'ufficio che ad un controllo risulta sottosopra, mentre gli interrogatori delle coppie che si sono conosciute tramite la vittima, a cui partecipa anche l'attrice a dispetto di uno scocciato Castle che non la ritiene all'altezza di interpretare la sua musa, portano alla scoperta che era andata via con uomo dopo una festa a sorpresa a lei dedicata. Parlando con la segretaria della donna uccisa, Ryan ed Esposito scoprono che la proprietaria da tempo non accettava più iscrizioni e che questa scelta stava facendo andare a rotoli l'attività e che aveva appena lasciato il suo fidanzato, la stessa persona che era venuto a prenderla al termine della festa. L'alibi però regge e la squadra deve ricominciare da capo. La scoperta di una chiave nascosta nell'ufficio porta una nuova pista per le indagini ma anche la scoperta che stesse pagando un investigatore privato apre la porta a nuove vie per trovare qualche sospetto. La chiave apre un'intercapedine all'interno di un vecchio jukebox che nasconde una borsa piena di soldi che appartiene ad una ex cliente. L'ex cliente non risponde alle domande durante l'interrogatorio, cosa che la rende molto sospetta. Durante l'indagine Beckett comincia ad essere intimidita dall'attrice mentre Castle si ricrede sulle sue doti, le indagini portano intanto a scoprire un sospetto, il marito della proprietaria della borsa, ma ha un alibi inattaccabile: era a Hong Kong. Quando il detective privato si volatilizza, le indagini tornano ad un punto morto, ma alla fine il caso giunge ad una conclusione.

## Abracadabra
- Titolo originale: Poof! You're Dead
- Diretto da: Millicent Shelton
- Scritto da: Terri Edda Miller

### Trama
Un mago, proprietario di un negozio di illusionismo, viene ritrovato morto all'interno di una teca piena d'acqua, simile a quella utilizzata da Houdini durante i suoi numeri. A prima vista sembra un suicidio ma l'assistente esclude questa eventualità e dice che i problemi finanziari che affliggevano il negozio erano superati, inoltre riferisce che la vittima aveva cambiato le abitudini, usciva prima dal lavoro e arrivava stanco al mattino al negozio e aveva subito anche un'aggressione da parte di una persona che l'aveva querelato, querela però rigettata. Il querelante è il primo sospettato dell'omicidio, ma la persona ha un alibi; il secondo sospettato appare sulla scena, ma come un trucco da prestigiatore sparisce anche lui dalla lista. Salta fuori un nuovo, possibile, sospetto, un illusionista molto famoso che usava i trucchi e le macchine sceniche inventate dalla vittima. La scoperta del laboratorio della vittima, luogo dove è avvenuto l'omicidio, e del fatto che aveva un fratello gemello mette sulla buona strada le indagini: L'illusionista aveva simulato un incidente aereo in cui rimane ucciso un milionario che era però pieno di debiti. L'omicida viene incastrato poi utilizzando il fratello gemello che, scambiandolo per la vittima, confessa. Intanto Javier e Lanie iniziano ad avere una relazione amorosa.

## Passato e presente
- Titolo originale: Knockdown
- Diretto da: Tom Wright
- Scritto da: Will Beall

### Trama
Il detective occupatosi di investigare sull'omicidio di Johanna Beckett, madre di Kate, viene ucciso davanti agli occhi di quest'ultima e di Castle prima che possa fornire alcun indizio riguardante vicende accadute 19 anni addietro, ovvero sette anni prima dell'omicidio di Johanna Beckett. Le indagini si avviano con l'interrogatorio di un ex compagno d'accademia e amico del detective ucciso (Raglan): Beckett e Castle apprendono un primo oscuro retroscena. Durante il servizio di pattuglia, a quanto riferisce l'amico di Raglan, quest'ultimo si occupava di trasportare droga per conto di Vulcan Simons, un importante spacciatore. Si stabilisce presto il collegamento fra Vulcan Simons e Johanna Beckett: la madre di Kate, assieme ad altri, aveva infatti fondato un'associazione con il fine di cacciare degli spacciatori da un quartiere di New York. Portato in centrale, il sospettato stuzzica Beckett che reagisce facendosi così togliere il caso che viene affidato a Ryan ed Esposito i quali, esaminando i filmati del palazzo dove il killer ha sparato, riescono a trovare una pista: l'uomo per entrare ha rubato un tesserino magnetico, ma nel farlo ha toccato con una mano la donna a cui lo ha rubato; i due detective possono così risalire alle impronte digitali dell'assassino: Al Lockwood che adesso ha puntato Beckett che nel frattempo sta riesaminando assieme a Castle il caso della madre. Durante questo riesame i due notano i negativi di un vicolo, il luogo del delitto della madre di Beckett, cosa che porta chiedersi se non ci sia un collegamento fra quel luogo e un caso che la madre stava studiando prima di essere uccisa. Il caso era quello di un agente infiltrato dell'FBI ucciso di fronte all'entrata di un club, Sons of Palermo, che faceva da copertura per la mafia; Raglan per quell'omicidio arrestò un uomo della mafia che confessò per evitare la pena di morte, ma in realtà era sia un testimone che una vittima di un tentato rapimento, l'interrogatorio fa nascere una nuova pista anche per l'omicidio Raglan: sembra che l'agente rapisse, assieme ad altri due poliziotti, dei mafiosi per chiedere un riscatto, uno di loro è l'amico di Raglan che però confessa solo il rapimento dei mafiosi, ma non l'omicidio della madre di Beckett. Mentre stanno indagando, il braccio armato del misterioso nemico di Beckett rapisce i due suoi collaboratori e li sta per uccidere. Castle e Beckett trovano il posto dove Ryan e Esposito sono tenuti, ma sono bloccati da una guardia armata. I due fingono di essere ubriachi per distrarlo ma Castle, accorgendosi che l'uomo non ci sta cascando blocca Kate che sta per prendere la pistola e le dà un bacio appassionato. Beckett risponde con un secondo bacio. I due riescono a distrarre la guardia e possono intervenire salvando Ryan e Esposito e arrestando il killer.

## Un colpo di... fortuna
- Titolo originale: Lucky Stiff
- Diretto da: Emile Levisetti
- Scritto da: Alexi Hawley

### Trama
Il vincitore di una lotteria della Florida viene ritrovato morto nel suo appartamento. I primi indizi fanno pensare ad un furto.

## Chiodo scaccia chiodo
- Titolo originale: The Final Nail
- Diretto da: John Terlesky
- Scritto da: Moira Kirland

### Trama
Beckett indaga sulla morte di una donna dell'Alta Società, ma sulla scena del crimine incontra Castle, che scopre essere un amico del marito della vittima, Damien Westlake, che è stato il suo mentore ai tempi dell'università. Castle vuole convincere Beckett che Damien, sospettato anni prima anche dell'omicidio del proprio padre, non è un assassino. Beckett gli chiede di smettere di lavorare al caso per l'eccessivo coinvolgimento emotivo. Castle riesce a provare che Damien non è l'assassino di sua moglie, che è stata uccisa dalla nuova compagna dell'ex marito Simon, ma purtroppo è costretto ad ammettere che Damien non è del tutto innocente.

## Messa in scena(1)
- Titolo originale: Setup (part 1)
- Diretto da: Rob Bowman
- Scritto da: David Amann

### Trama
Castle e Beckett indagano sull'assassinio di un tassista siriano. Durante le indagini, scoprono che in un box affittato a nome della vittima ci sono tracce di radioattività, per questo sospettano che la vittima facesse parte di una cellula terroristica che ha costruito una bomba radioattiva. L'agente della Sicurezza Nazionale Mark Fallon è chiamato a condurre le indagini, ma Castle pensa che il tassista sia stato incastrato e non sia il reale costruttore della bomba. Quando Castle e Beckett vengono estromessi dalle indagini, decidono di indagare da soli e seguono una pista che li porta in un deposito, dove trovano la bomba, ma rimangono imprigionati in una cella frigorifera senza vie di fuga.
- Guest star: Adrian Pasdar (Agent Mark Fallon)

## Conto alla rovescia(2)
- Titolo originale: Countdown (part 2)
- Diretto da: Bill Roe
- Scritto da: Andrew W. Marlowe

### Trama
Beckett e Castle, quasi morti per congelamento, vengono trovati grazie a Ryan ed Esposito. Riescono a convincere Fallon che il tassista non era un terrorista e che il reale colpevole è un suo collega, un ex soldato americano che vuole punire il suo paese per le sofferenze vissute in guerra. Gli agenti catturano il terrorista, che però non vuole rivelare dov'è la vera bomba. Fallon, Castle e Beckett riescono a trovare grazie all'aiuto di un console siriano i complici, che hanno rapito la moglie del tassista e l'hanno costretta a trasportare la bomba nel centro di Manhattan. In una corsa all'ultimo minuto, Castle e Beckett trovano il furgone con la bomba, mancano pochi minuti all'esplosione. Non c'è tempo per l'arrivo degli artificieri, quindi Castle all'ultimo secondo stacca tutti i fili, salvando se stesso, Beckett e l'intera città. Al ritorno alla Centrale, Castle sta per chiedere a Beckett di uscire, ma l'arrivo del fidanzato Josh lo blocca.

## Ciak, si muore
- Titolo originale: One Life to Lose
- Diretto da: David Barrett
- Scritto da: Elizabeth Davis

### Trama
Mentre viene girata una scena di una soap opera viene ritrovata la sceneggiatrice della serie dentro un armadio, uccisa a colpi d'ascia. Nel cast non si fatica a trovare qualcuno intenzionato a mettere fine o a nascondere le sue idee per il futuro della serie televisiva. Nel frattempo la madre di Castle riprende una relazione finita tanti anni prima con uno dei personaggi della soap-opera, nonché sospettato. Alla fine tutti i componenti del cast, per un motivo o per l'altro, chiariscono i loro rapporti con la vittima portando Castle e Beckett a capire chi è il vero assassino.
- Guest star: Jane Seymour (Gloria Chambers), Tina Majorino (Reese Harmon), Corbin Bernsen (Lance Hastings)

## Il giurato numero sette
- Titolo originale: Law & Murder
- Diretto da: Jeff Bleckner
- Scritto da: Terence Paul Winter

### Trama
Nel corso di un processo per omicidio un giurato, Joe McKusick, muore. Kate e Castle indagando scoprono che la sua morte è fortemente collegata con il caso di cui era giurato e che tutto fa parte di un disegno più grande. L'accusato del processo iniziale, Otis Williams, è innocente e Joe lo sapeva. I detective scoprono che Otis è stato incastrato dai potenti amici dei parenti della vittima.

## La guerra dei Nick
- Titolo originale: Slice of Death
- Diretto da: Steve Boyum
- Scritto da: Scott Williams

### Trama
Il cadavere di un giornalista viene trovato quasi carbonizzato nel forno di una pizzeria. Il proprietario del locale, detto "Nick", condivide il soprannome con altri quattro pizzaioli che hanno le loro pizzerie proprio agli angoli dello stesso incrocio e che da sempre sono in lotta per la clientela. Sebbene la prima pista porti Kate e Castle a pensare ad un articolo troppo negativo su uno dei locali, scopriranno che una delle quattro pizzerie funge anche da spaccio di droga e che il giornalista ucciso aveva scoperto troppo.

## Morte in piscina
- Titolo originale: The Dead Pool
- Diretto da: Paul Holahan
- Scritto da: Matt Pyken
- Guest star: Liam Hemsworth

### Trama
Un capace e promettente nuotatore, Zack Lindsey, viene tramortito e poi annegato nella vasca in cui si allenava. Il ragazzo sembra essere senza macchia, ma le serie ristrettezze economiche portano Beckett e Castle a pensare che si fosse messo nei guai. I due scoprono infatti nella sua stanza fiale di steroidi anabolizzanti nonostante le analisi di laboratorio affermino che non facesse uso di doping. Le indagini proseguono e vedono Zack implicato in una serie di furti d'auto, anche a danni di amici. Nel frattempo Castle invita il suo amico Alex a seguirlo sul campo con Beckett, all'inizio contrariata, ma quando il pupillo ci proverà con quest'ultima, Castle si ingelosirà.

## Amare e morire a Los Angeles
- Titolo originale: To Love and Die in LA
- Diretto da: John Terlesky
- Scritto da: Alexi Hawley
- Guest star: Gene Simmons, Dominic Purcell

### Trama
L'istruttore e mentore di Beckett, Mike Royce, viene assassinato a New York. Le indagini portano Kate a pensare che l'assassino sia una persona che aveva seguito Mike sul suo stesso volo. Il capitano Montgomery è deciso a toglierle il caso e lei chiede di poter usufruire di alcune ferie arretrate. Con Castle vola a Los Angeles e, nascondendosi dietro una visita agli Studios dove stanno girando il film ispirato al suo libro, indaga sulla sua vita nella città. Nel frattempo Ryan ed Esposito scoprono che i proiettili che hanno ucciso Mike si sono sciolti rendendo di fatto impossibile delle analisi. Informalmente e aiutati dal detective della polizia di Los Angeles, Kate e Castle trovano il colpevole.

## Bella da morire
- Titolo originale: Pretty Dead
- Diretto da: Jeff Bleckner
- Scritto da: Terri Miller

### Trama
Il cadavere di Amber Middleberry viene trovato sulle apparecchiature di scena di un concorso di bellezza a cui stava partecipando. Nel competitivo mondo delle reginette di bellezza sono tanti quelli che avrebbero voluto la sua morte. Vengono però scoperte foto in cui lei ha posato nuda con delle minacce scritte sul retro facendo pensare che venisse ricattata e il ritrovamento del corpo senza vita del suo fidanzato complica le cose. Il magnate e creatore del concorso viene scoperto essere collegato con le fotografie dal momento che risulta essere suo il letto su cui Amber giace nuda, ma ancora una volta il sospettato si rivela non essere l'autore dei delitti.

## Fuori combattimento
- Titolo originale: Knockout
- Diretto da: Rob Bowman
- Scritto da: Will Beall

### Trama
Kate continua ad indagare sull'omicidio della madre. Castle incontra il padre di Kate che gli chiede di convincerla ad abbandonare il caso, altrimenti verrà uccisa. Durante l'investigazione si scopre l'esistenza di un terzo poliziotto, l'unico testimone indiretto ancora vivo. Ryan e Esposito scoprono che il suddetto poliziotto è proprio il capitano Montgomery del dodicesimo distretto. Egli utilizza Kate come esca e in un hangar incontra i killer responsabili di tutto ciò e si sacrifica, facendosi uccidere. Al funerale del capitano Montgomery, mentre Kate pronuncia il discorso, Castle nota uno scintillio non molto lontano, che si rivela essere il mirino di un fucile di precisione manovrato da un cecchino. Kate viene colpita. Castle che confessa il suo amore alla donna, pregandola di non morire.